# 庫林丘陵
庫林丘陵（英語：Cuillin）是蘇格蘭斯凱島上的一個岩石山脈。真正的庫林丘陵又稱黑庫林，以和紅庫林分開。紅庫林的高度較低，且岩石數量也較少。庫林丘陵的最高點是Sgùrr Alasdair，也是斯凱島的最高峰，高992米。庫林丘陵是蘇格蘭的国家风景区之一。

## 词源
关于庫林一詞的起源有著诸多的說法。有一种理论认为它的起源是古挪威語的kjölen。但這個假設觸發了爭論，因為kjölen的意思是單個的山丘，那麼這片山嶺就應該以複數形式叫做Cuillins，而非Cuillin。另一個挪威語詞源可能是表示龍骨的kjöllen，因為庫林丘陵的地貌和倒反過來的維京長船類似。除此之外，有學者認為庫林的名字來自蓋爾語的庫胡林，在凱爾特神話中他在此處向女武神斯卡塔赫學習箭藝。亦有說法支持庫林表示“荒蕪”的意思，緣於該山丘無法用於農業生產。

## 歷史

### 史前
雖然庫林丘陵缺乏早期人類活動的證據，但是在丘陵附近的山谷裡卻有著大量的定居點遺跡。有名的例子包括了在Glenbrittle發現的史前環形石堆和Glen Sligachan發現的環形石陣。位於主脈南部的Rubha an Dùnain半島上存在各種遺跡，時間最早可以回溯到新石器時代。在半島附近還有一個西元前2000或3000年的凱恩客房（一種石碓式建築）、一個鐵器時代的海角防禦工事和一個青銅時代的定居點。

### 挪威人定居時期
挪威人自西元後九世紀起就廣泛地在赫布里底群島出沒，一直到蘇格蘭王國和挪威王國在1266年簽訂《珀斯協定》為止。挪威人在斯凱島上留下了著多遺跡，例如Rubha an Dùnain半島上聯通na h-Airde湖和大海的簡易運河大概是挪威人定居時代晚期建造的。
在挪威人離開之後，麥克萊奧家族和麥克唐納家族控制了斯凱島。這兩個家族曾經在庫林丘陵的Harta Corrie（1395年）和Coire Na Creich（1601年）發生過戰鬥，最終以麥克唐納家族獲勝宣告結束。

### 近現代
1773年，詹姆斯·博斯韋爾和薩謬爾·約翰遜造訪了斯凱島，並在九月觀察到了庫林丘陵峰頂的積雪。丘陵的奇特形狀和巨大的體積給博斯韋爾留下了深刻的印象。
維多利亞時代，攀山作為一項休閒運動興起。但是與蘇格蘭眾多山脈不同的是，庫林丘陵中大多數被登頂過的山峰都缺乏攀爬的紀錄。事實上，超過半數的山峰沒有被命名，僅有一小部分的山峰以早期的攀山者的名字命名。
2000年，为了筹措资金修复鄧韋根城堡，麦克莱奥家族的首领约翰·麦克莱奥将家族名下的部分库林丘陵（即Sligachan山谷以西的黑库林）标价1000万英镑出售。但這個行為引起了爭議。反對者認為麥克萊奧家族對庫林丘陵並不擁有所有權。他們所謂的MacLeod’s Tables其實只是鄧韋根城堡隔湖而望的一片丘陵，而非庫林。後來，麥克萊奧家族與買方達成了協議，交易以捐贈的方式的進行，但是買方需要出資修繕鄧韋根城堡。但因為地皮估價和修復城堡的價格相差太大，所以交易未能成行。2007年，約翰去世，他的繼承人休找到了其他的資金來源用以修復城堡。
Sligachan山谷以东的区域（红库林）现在属于约翰·穆尔信托（John Muir Trust）管理

## 攀爬和越野

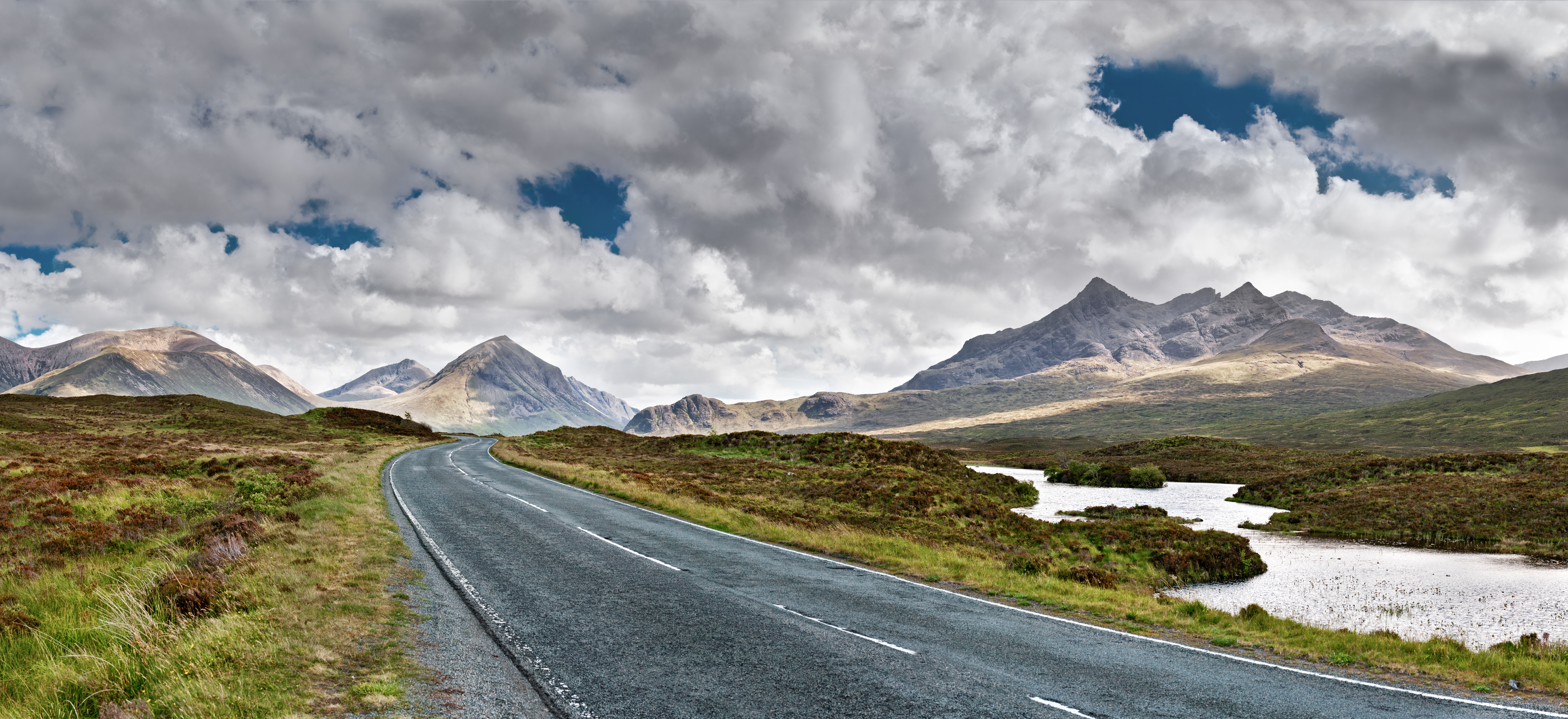
从A863号公路远眺Sligachan

库林丘陵的峰顶皆为裸石，山脊嶙峋且多陡崖、深谷。有12座黑库林的山峰被定为芒罗峰（即海拔高度超过914.4米）。布拉文山（Blaven）虽属于黑库林，但被Sligachan谷和其他的山峰分割开来。
几乎每一座山峰都有一条容易攀登的路线，对于没有装备的攀爬者来说并非难事。因为峰顶一块50公尺高的巨石，Sgùrr Dearg是唯一需要绳索攀登的一座山峰（被列为中等难度）。尽管库林丘陵的绝对海拔并不高，但是在山脊上导航却异常困难，主要是因为地形复杂，且该区域的磁场异常导致指南针经常失效。大部分登山者皆会选择从南部的Glenbrittle出发，那里有登山营地和一家青年旅舍可供休憩。攀登者也可以从北面的Sligachan出发，但是这条线路距离著名的Coruisk湖太远（通常只能从Elgol徒步10公里左右或者搭船前往），所以选择的人较少。
覆盖黑库林的所有山峰的攀登路线虽然只有11公里长，但是因为地形险峻，通常需要15至20小时才能完成。最早在24小时内走完这条线路的记录是L. Shadbolt和A. McLaren两人(1911年）。2013年10月，Finlay Wild仅用了2小时59分钟就走完了全程（不计首尾两段上下山）。这条路线的另一个挑战在于除了积雪之外，沿路并没有自然水源。
因为斯凯岛所受到的墨西哥湾暖流的影响，所以冬季的气候并不严酷。但是苏格兰的高纬度导致其冬天日照时间极短，所以若想在24小时内完成跨库林丘陵的全程登山路线是非常困难的。

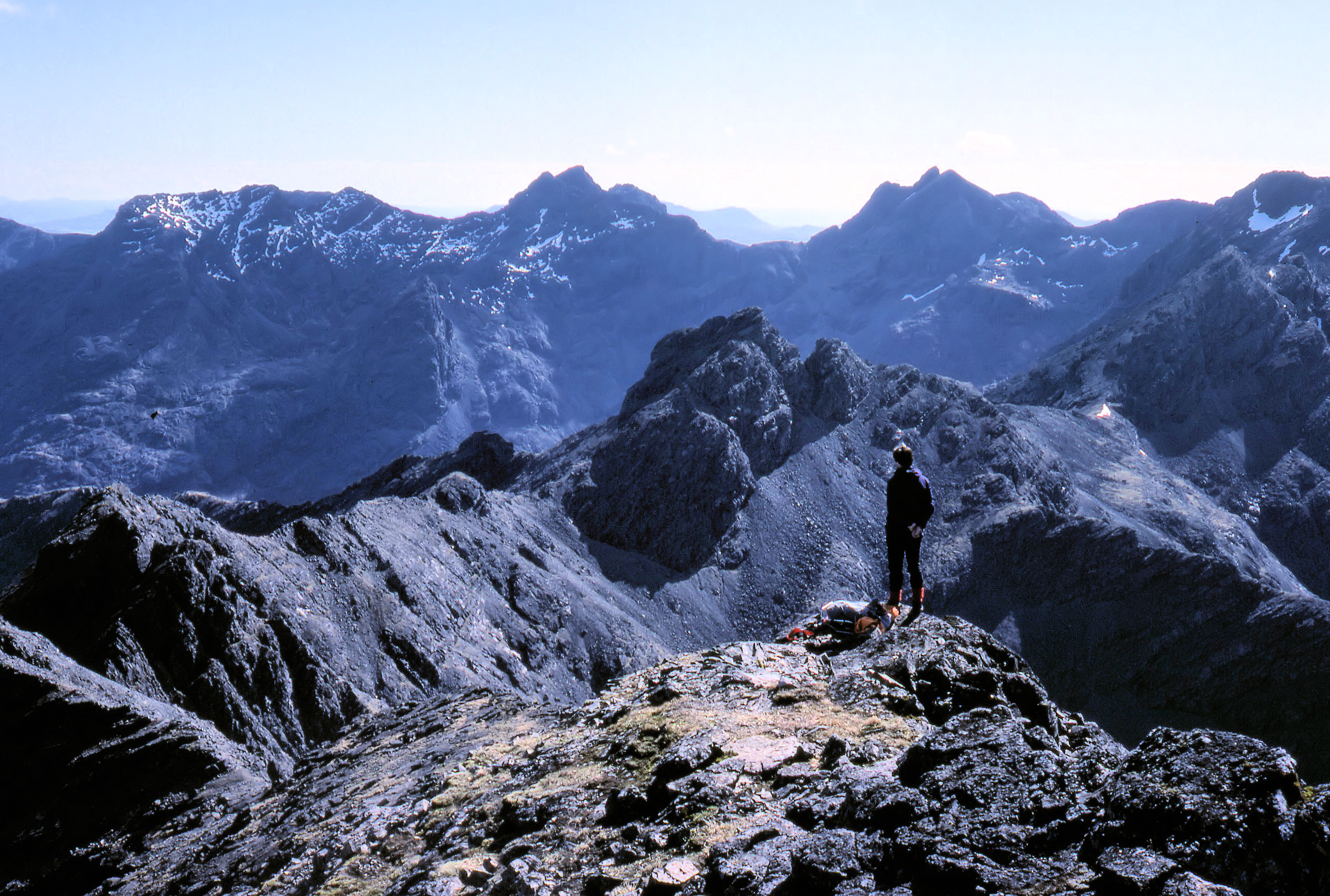
库林丘陵主脉

## 主要山峰
| 山峰名                                   | 海拔高度（公尺） | 相对高度（公尺） | 攀爬难度           | 分类   | 山脉   |
| ---------------------------------------- | ---------------- | ---------------- | ------------------ | ------ | ------ |
| Sgùrr nan Gillean （页面存档备份，存于） | 964              | 204              | 3级（无工具）      | 芒罗   | 黑库林 |
| Am Basteir （页面存档备份，存于）        | 934              | 55               | 2级（无工具）      | 芒罗   | 黑库林 |
| Bruach na Frìthe                         | 958              | 125              | 徒步级             | 芒罗   | 黑库林 |
| Sgùrr a' Mhadaidh                        | 918              | 71               | 2/3级（无工具）    | 芒罗   | 黑库林 |
| Sgùrr a' Ghreadaidh                      | 973              | 123              | 3级（无工具）      | 芒罗   | 黑库林 |
| Sgùrr na Banachdaich                     | 965              | 114              | 徒步级             | 芒罗   | 黑库林 |
| Inaccessible Pinnacle (Sgùrr Dearg)      | 986              | 182              | 中级（需攀岩工具） | 芒罗   | 黑库林 |
| Sgùrr MhicChoinnich                      | 948              | 56               | 2级（无工具）      | 芒罗   | 黑库林 |
| Sgùrr Alasdair                           | 992              | 992              | 2级（无工具）      | 芒罗   | 黑库林 |
| Sgùrr Dubh Mòr                           | 944              | 89               | 2级（无工具）      | 芒罗   | 黑库林 |
| Sgùrr nan Eag                            | 924              | 127              | 1/2级（无工具）    | 芒罗   | 黑库林 |
| Blà Bheinn                               | 928              | 301              | 徒步级             | 芒罗   | 布里文 |
| Garbh-bheinn                             | 808              | 172              | 徒步级             | 科贝特 | 布里文 |
| Glamaig                                  | 775              | 480              | 徒步级             | 科贝特 | 红库林 |
| Marsco                                   | 736              | 413              | 徒步级             | 格拉汗 | 红库林 |
| Beinn Dearg Mhòr                         | 731              | 152              | 徒步级             | 格拉汗 | 红库林 |
| Belig                                    | 702              | 246              | 徒步级             | 格拉汗 | 红库林 |

- 芒罗（海拔高度超过914.4公尺）；科贝特（海拔高度762-914.4公尺）；格拉汗（海拔高度609-762公尺）

## 外部連結
- Cuillin walks guide （页面存档备份，存于）

57°12′N 6°12′W / 57.20°N 6.2°W